# Raj britànic
El Raj britànic (anglès: British Raj, lit. ‘regne britànic’; «rāj» significa «regne» en indostànic) es refereix principalment al domini britànic del Subcontinent indi entre 1858 i 1947; també pot referir-se al període de domini, i fins i tot a la regió sota el mandat. La regió, habitualment anomenada l'Índia britànica en l'ús coetani, incloïa zones directament administrades pel Regne Unit (en aquells moments, l'Índia britànica), així com els Principats regits per monarques sota la sobirania de la Corona britànica. Després de 1876, la política d'unió resultant va ser anomenada oficialment l'Imperi Indi, i expedí passaports sota aquest nom. Com a "Índia", va ser membre fundador de la Societat de Nacions i país membre dels Jocs Olímpics d'Estiu el 1900, 1920, 1928, 1932, i el 1936.

## Antecedents
La Rebel·lió índia de 1857 va suposar la fi del domini de la Companyia Britànica de les Índies Orientals a l'Índia. L'agost, per la Llei de govern de l'Índia de 1858 presentada per Henry John Temple, llavors Primer ministre del Regne Unit, la companyia es va dissoldre formalment i els seus poders de govern sobre l'Índia van ser transferits a la Corona Britànica. Es va crear un nou departament del govern britànic per gestionar la governança de l'Índia, l'India Office, i el seu cap, el secretari d'Estat per a l'Índia, es va encarregar de formular la política índia. El governador General de l'Índia va implementar les polítiques ideades per l'India Office. Alguns territoris de l'antiga Companyia de les Índies Orientals, com els Colònies de l'Estret, es van convertir en colònies per dret propi. L'administració colonial britànica es va embarcar en un programa de reformes, intentant integrar les castes superiors i els governants indis al govern i abolint els intents d'occidentalització. El virrei va aturar l'acaparament de terres, va decretar la tolerància religiosa i va admetre indis a la funció pública, encara que principalment com a subordinats. La Reina Victòria (la qual, dos anys després, el 1876, va ser proclamada Emperadriu de l'Índia), i finalitzà el 1947, quan l'Imperi Indi Britànic va ser dividida en dos estats sobirans: el Domini de l'Índia (que es transformaria en la República de l'Índia) i el Domini del Pakistan (posteriorment la República Islàmica del Pakistan i República Popular de Bangladesh).

## Extensió geogràfica del Raj
El Raj britànic s'estenia sobre totes les regions del que actualment és l'Índia, el Pakistan i Bangladesh. En diversos moments també va incloure la Colònia d'Aden (entre 1858 i 1937), la Birmània Inferior (entre 1886 i 1937), la Somàlia Britànica (1937), la Birmània Superior (de 1886 a 1937) i Singapur (entre 1858 i 1867).
Entre els altres països de la regió, Ceilan (avui Sri Lanka) va ser cedit al Regne Unit el 1802 sota el Tractat d'Amiens. Ceilan va ser una Colònia de la Corona britànica, però no pas part de l'Índia Britànica. Els regnes de Nepal i Bhutan, havent guerrejat amb els britànics, van signar diversos tractats amb ells, i van ser reconeguts pels britànics com a estats independents. El Regne de Sikkim va ser establert com un Principat després del Tractat Anglo-Sikkimes de 1881. No obstant això, la sobirania quedà indefinida. Les illes Maldives foren un protectorat de 1867 a 1965, però no pas part de l'Índia Britànica.

## L'Índia Britànica i els estats nadius
L'Imperi Indi Britànic (llavors simplement anomenada Índia) consistia en dues divisions: l'Índia Britànica i els Estats Nadius o Estats Principats. A la Llei d'Interpretació de 1889, el Parlament Britànic adoptà les següents definicions:
 L'expressió Índia Britànica significarà tots els territoris dins dels dominis de Sa Majestat, que actualment són governades per Sa Majestat mitjançant el Governador General de l'Índia, o per qualsevol Governador o d'altres oficials subordinats al Governador General de l'Índia. L'expressió Índia es referirà a l'Índia Britànica juntament amb els territoris d'un Príncep o Cap Nadiu sota la sobirania de Sa Majestat, exercida mitjançant Governador General de l'Índia, o per qualsevol Governador o d'altres subordinats al Governador General de l'Índia. (52 & 53 Vict. cap. 63, sec. 18)
S'ha de tenir present que, en general, el terme Índia Britànica ha estat fet servir (i encara avui) per referir-se també a les regions sota el domini de la Companyia Britànica de les Índies Orientals a l'Índia entre 1600 a 1858, així com per referir-se als britànics a l'Índia).
La sobirania sobre 175 Estats Principats, alguns dels majors i més importants, va ser exercida (en nom de la Corona Britànica) pel govern central de l'Índia Britànica sota el Virrei; la resta, aproximadament uns 500, eren dependents dels governs provincials de l'Índia Britànica sota un governador, tinent governador o cap comissionat (en cas que existís). Es va fer una clara distinció entre "domini" i "feu" mitjançant la jurisdicció de les corts de justícia: la llei de l'Índia Britànica estava sota les lleis aprovades pel Parlament Britànic i els poders legislatius les lleis dels quals conferissin als diversos governs de l'Índia Britànica, tant centrals com locals; en contrast, les corts dels Estats Principats existien sota l'autoritat dels legisladors respectius d'aquells estats.

## Divisions administratives de l'Índia Britànica

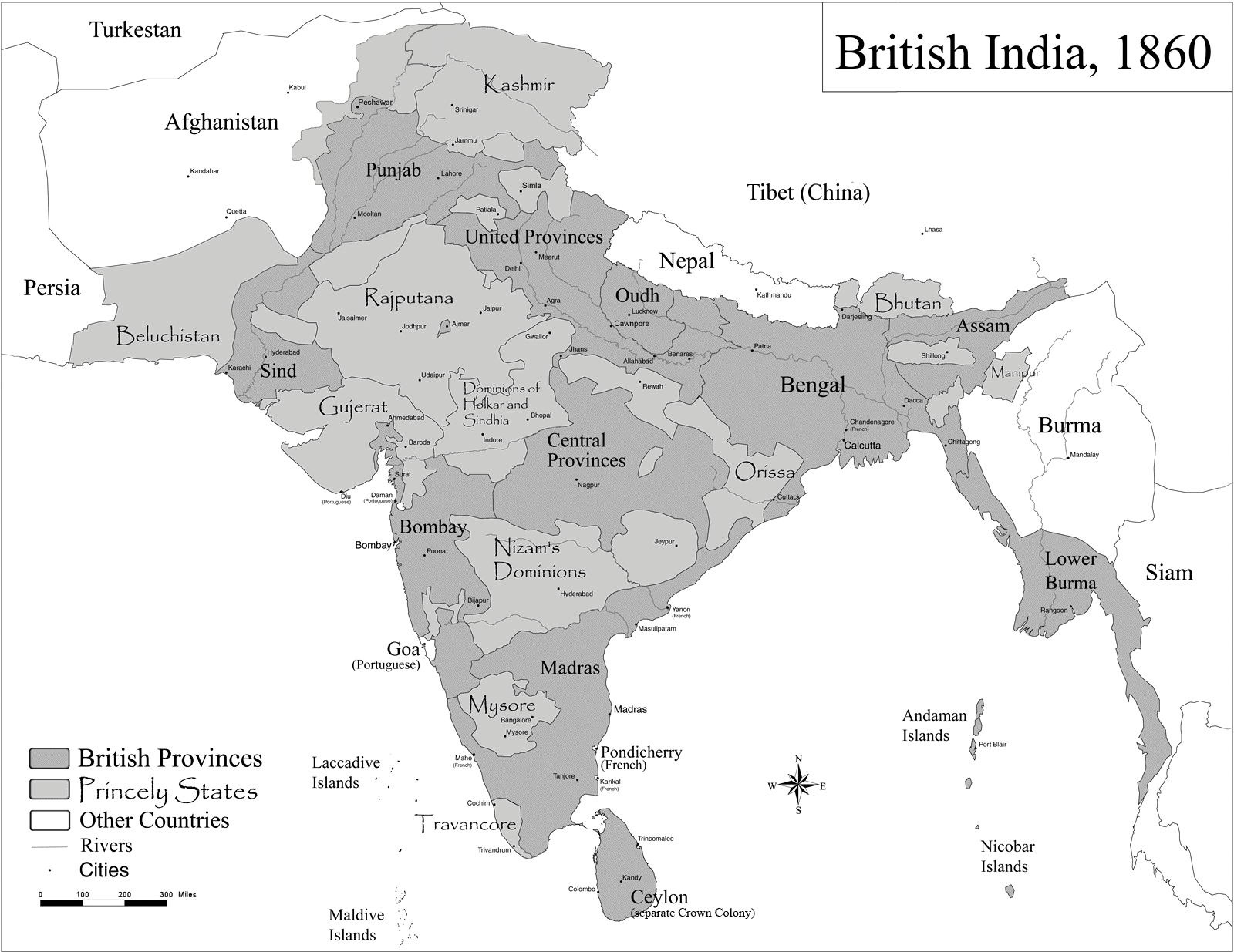
'L'imperi Indi Britànic i els països fronterers el 1860

A l'inici del segle xx, l'Índia Britànica consistia en 8 províncies, administrades per un Governador o un Tinent Governador. La següent taula indica la seva superfície i població (però no inclou els Estats Nadius dependents): durant la partició de Bengala (1905-1911) es creà una nova província: Assam i Bengala Oriental, dirigida per un Tinent-Governador. El 1911, la Bengala Oriental s'uní amb Bengala, i les noves províncies a l'est esdevingueren Assam, Bengala, Bihar i Orissa, i la capital fou treslladada de Calcuta a Delhi, en resposta als disturbis del moviment Swadeshi.
| Província de l'Índia Britànica                                                                                      | Àrea (en milers de milles quadrades) | Població (en milions d'habitants) | Oficial Cap Administratiu |
| --- | ------------------------------------ | --------------------------------- | ------------------------- |
| Birmània | 170                                  | 9                                 | Tinent-Governador         |
| Presidència de Bengala o Província de Bengala (incloent les actuals Bangladesh, Bengala Occidental, Bihar i Orissa) | 151                                  | 75                                | Tinent-Governador         |
| Presidència de Madràs                                                                                               | 142                                  | 38                                | Governador en Consell     |
| Presidència de Bombai                                                                                               | 123                                  | 19                                | Governador en Consell     |
| Províncies Unides després Províncies Unides d'Agra i Oudh (actualment Uttar Pradesh i Uttarakhand)                  | 107                                  | 48                                | Tinent-Governador         |
| Províncies Centrals després Províncies Centrals i Berar                                                             | 104                                  | 13                                | Cap comissionat           |
| Panjab | 97                                   | 20                                | Tinent-Governador         |
| Assam | 49                                   | 6                                 | Comissionat principal     |

A més, hi havia diverses províncies menors administrades per un comissionat principal:
| Província Menor         | Àrea (en milers de milles quadrades) | Població (en milions d'habitants) | Funcionari administratiu principal                                                    |
| ----------------------- | ------------------------------------ | --------------------------------- | ------------------------------------------------------------------------------------- |
| Frontera del Nord-oest  | 16                                   | 2,125                             | comissionat principal                                                                 |
| Balutxistan britànic    | 46                                   | 308                               | L'Agent Polític Britànic al Balutxistan servia ex officio com a comissionat principal |
| Coorg                   | 1.6                                  | 181                               | El resident britànic a Mysore servia 'ex officio com a comissionat principal          |
| Ajmer-Merwara           | 2.7                                  | 477                               | L'Agent Polític Britànic a Rajputana servia 'ex officio com a comissionat principal   |
| Illes Andaman i Nicobar | 3                                    | 25                                | Comissionat principal                                                                 |

### Estats nadius
Un estat principat, també anomenat "estat nadiu" o "estat indi", era una entitat nominalment sobirana del mandat britànic a l'Índia que no estava directament governada pels britànics, sinó que més aviat comptava amb el suport dels britànics i era governat per un mandatari indi; tot i que els afers exteriors, militars i les comunicacions estaven sota control britànic. Hi havia 565 estats principescos al subcontinent indi quan aquest assolí la seva independència el 1947.

## Organització de l'Índia Britànica

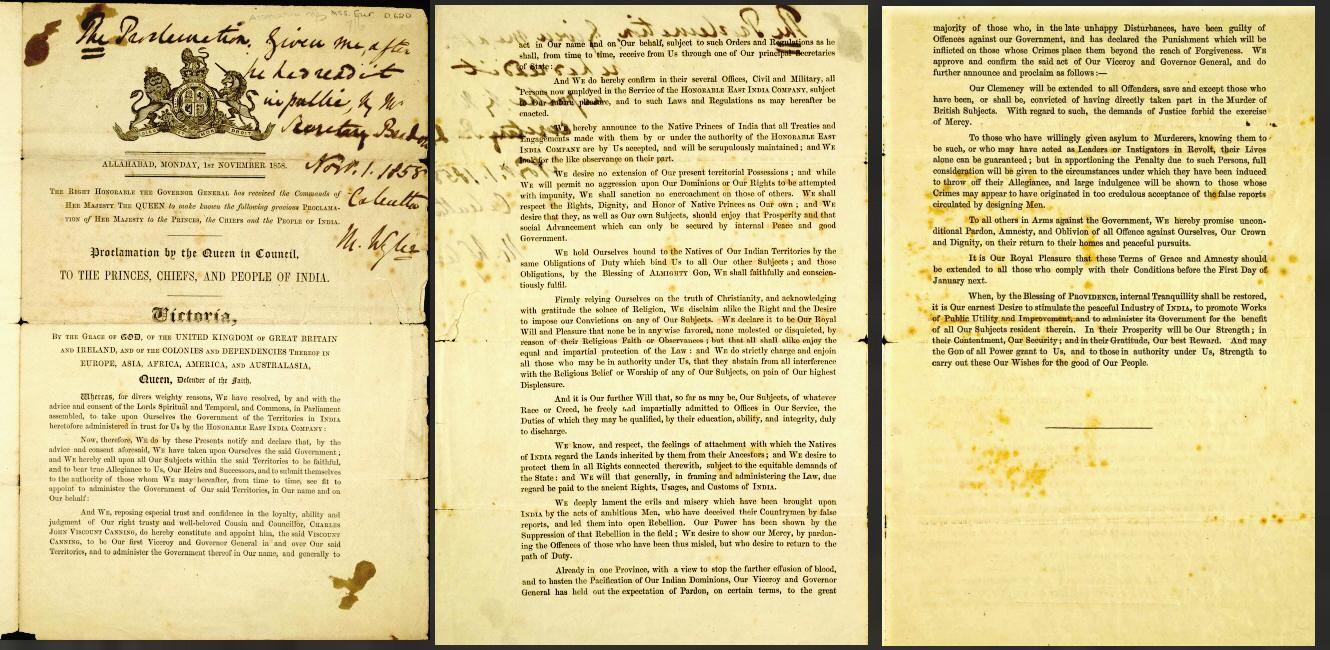
La proclama als "prínceps, caps i poble de l'índia", proclamada per la Reina Victòria l'1 de novembre de 1858.

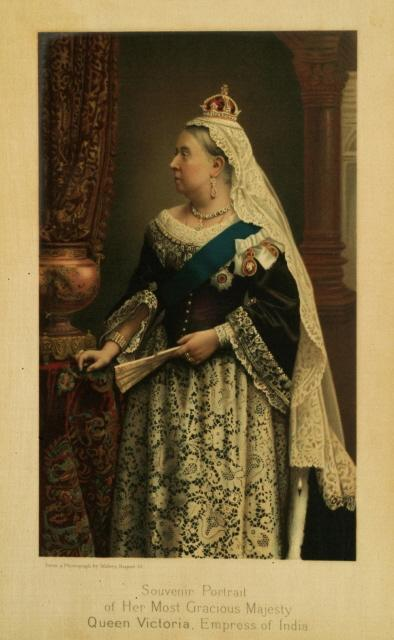
Un retrat de record de la Reina Victòria com Emperadriu de l'Índia el 1887, 30 anys després del Gran Alçament.

Després de la Rebel·lió Índia de 1857, la Llei per a un Millor Govern de l'Índia (1858) va fer canvis en el govern de l'Índia a 3 nivells: al govern imperial a Londres, al govern central a Calcuta i als governs provincials a les presidències (i posteriorment a les províncies).
A Londres, proveïa per un nivell de gabinet, la Secretaria d'Estat de l'Índia i d'un Consell de l'Índia format per 50 membres, als quals se'ls requeria haver passat almenys 10 anys a l'Índia i que això no fes més de 10 anys ençà. Tot i que la Secretaria d'Estat formulava les instruccions polítiques per a ser comunicades a l'Índia, es requeria en moltes instàncies consultar al Consell, especialment en les qüestions relatives a com gastar els ingressos indis. la Llei vistà un sistema de "doble govern" en el qual el Consell servia tant com a xec sobre els excessos de la política imperial i com a cos d'experts sobre l'Índia. No obstant això, la Secretaria d'Estat també tenia uns poders especials d'emergència que li permetien decidir unilateralment i, en realitat, el Consell d'Experts de vegades era deixat de banda. Entre 1858 i 1947, 27 persones servirien com a Secretari d'Estat per l'Índia i van dirigir l'Oficina Índia, entre els quals s'incloïa a Sir Charles Wood (1859 - 1866), al Marqués de Salisbury (1874 - 1878) (posteriorment 3 vedades Primer Ministre del Regne Unit), John Morley (1905 - 1910) (iniciador de les Reformes Minto-Morley), E. S. Montagu (1917 - 1922) (un arquitecte de les Reformes Montagu-Chelmsford), i Frederick Pethick-Lawrence (1945 - 1947) (cap de la Missió de 1946 del Gabinet per l'Índia). La mida del Consell seria reduïda durant els 50 anys següents però els seus poders romandrien inamobibles. El 1907, per primera vegada, dos indis serien nomenats membres del Consell.
A Calcuta, el Governador General romania com a Cap del Govern de l'Índia, sent més comunament anomenat Virrei, degut al seu paper secundari com a representant de la Corona als Estats Principats que nominalment eren sobirans; era, això no obstant, responsable de la Secretaria d'Estat a Londres i a través del Parlament britànic. Al Mandat de l'Índia de la Companyia de les Índies Orientals s'havia establert un sistema de doble govern mitjançant la Llei Índia de 1784. El Governador General a la Capital, Calcuta, i el Governador en una presidència subordinada (Madràs o Bombai) era requerit que consultés amb el seu consell; les ordres executives a Calcuta, per exemple, eren fetes en nom del Governador General en Consell. El sistema de doble govern de la Companyia tenia els seus crítics, ja que des dels temps de la seva creació s'havia aplicat de manera intermitent entre el Governador General i el seu Consell; però tot i això, la Llei de 1858 no va comportar grans canvis en el govern. No obstant això, als anys immediatament posteriors, alhora que hi havia la reconstrucció de la post-rebel·lió, el Virrei Lord Canning trobà que la presa de decisions col·lectiva del Consell malbaratava massa temps davant les tasques urgents que se'ls presentaven. Demanà un sistema de carteres d'un Consell Executiu segons el qual els afers de cadascun dels departaments de cada govern (la cartera) fos assignada i esdevingués responsabilitat d'un únic membre del Consell. Les decisions rutinàries del departament serien qüestió exclusiva del membre, però les decisions importants requeririen el vistiplau del Governador General i, en l'absència del consentiment, es requeriria una discussió de tot el Consell Executiu. Aquesta innovació del govern indi va ser promulgada mitjançant l'Llei dels Consells Indis de 1861
Si el Govern de l'Índia necessitava promulgar noves lleis, la Llei dels Consells permetia un Consell Legislatiu (una expansió del Consell Executiu amb 12 membres addicionals, cadascun d'ells nomenat per un període de dos anys) amb la meitat dels membres sent oficials britànics del govern i amb dret a vot (anomenats oficials) i l'altra meitat formada per indis i per britànics residents a l'Índia, només amb dret de veu (anomenats no oficials). Totes les lleis promulgades pels Consells Legislatius de l'Índia, fossin mitjançant el Consell Legislatiu Imperial a Calcuta o pels provincials de Madràs i Bombai, requerien el vistiplau final de la Secretaria d'Estat a Londres; això provoca que Sir Charles Wood, el segon Secretari d'Estat, descrigués el Govern de l'Índia com un despotisme controlat des de la llar. Però si el nomenament d'indis al Consell Legislatiu va ser una resposta a les crides fetes després de la rebel·lió de 1857, més notablement per Sir Sayyid Ahmad Khan, per més consultes amb els indis, els nomenats d'aquests provenien de l'aristocràcia territorial, sovint triats més per la seva lleialtat que no pas per la seva capacitat representativa. Més encara, els febles avançaments en la pràctica del govern representatiu van ser posats en pràctica per proveir de vàlvules segures d'expressió de l'opinió pública que havia estat tan menyspreada abans de la rebel·lió. Ara, els afers indis serien examinats encara més de prop pel Parlament Britànic i més discutits a la premsa britànica. Tot i que el Gran Alçament de 1857 havia sacsejat l'empresa britànica a l'Índia, no la va destruir. Després de la rebel·lió, els britànics esdevingueren més circumspectes. Això fou així per les causes de la revolta, i des d'aquell moment s'aprengueren 3 lliçons: a un nivell més pràctic, es veié que es necessitava una comunicació i camaraderia més àmplia entre els britànics i els indis; no només entre els oficials de l'exèrcit britànic i el seu estat major indi, sinó que també calia que això s'estengués a la vida civil. L'exèrcit indi va ser totalment reorganitzat: les unitats compostes per musulmans i brahmins de les Províncies Unides d'Agra i Oudh, que havien format el nucli de la revolta, van ser desbandades, i en canvi, es formaren nous regiments, com els Sikhs i els Baluchis, compostos per indis que, segons les estimacions britàniques, havien demostrat més fidelitat. A partir d'aquell punt, l'exèrcit indi no patí cap més reorganització fins al 1947.
També es va fer evident que tant els prínceps com la majoria dels terratinents, al no unir-se a la rebel·lió, havien demostrat ser, en paraules de Lord Canning, murs de contenció en una tempesta. Ells també van ser recompensats al nou Raj, sent oficialment reconeguts als tractats que cada estat signava a partir d'aquell moment amb la Corona. Paral·lelament, es veié que els camperols, que no s'havien beneficiat de les reformes territorials de les Províncies Unides, s'havien mostrat deslleials lluitant amb els seus antics terratinents en contra dels britànics. Consegüentment, no s'implementaren noves reformes territorials durant els següents 90 anys: Bengala i Bihan seguirien sent part dels reialmes dels grans terratinents (a diferència del Panjab i d'Uttar Pradesh).
Finalment, els britànics es mostraren desencantats cap a la reacció índia als canvis socials. Fins a la revolta, s'havien llençat entusiàsticament cap a la reforma social. Ara es va fer palès que les tradicions i els costums a l'Índia eren massa forts i massa rígids per ser fàcilment canviats; en conseqüència, els britànics no van fer cap mena d'intervenció social a posteriori, en especial en assumptes referents a la religió, tot i quan se sentien totalment en contra de l'assumpte (com en els recasaments de les nenes viudes)

## Fams, epidèmies i salut pública
La primera pandèmia de còlera començà a Bengala, expandint-se a través de l'Índia des del 1820. 10.000 soldats britànics i incomptables indis van morir durant la pandèmia. Les morts a l'Índia entre 1817 i 1860 s'estima que van morir fins a 15 milions de persones, i 23 milions més entre 1865 i 1917. La tercera pandèmia de la pesta s'inicià a la Xina a mitjans del segle xix, estenent la malaltia per tots els continents i causant la mort de 10 milions de persones només a l'Índia. Waldemar Haffkine, que principalment treballà a l'Índia, va ser el primer microbiòleg que desenvolupà i usà vacunes contra el còlera i la pesta bubònica. El 1925, el Laboratori de la Pesta de Bombai va passar a anomenar-se Institut Haffkine.
Les febres han estat considerades com una de les principals causes de mort a l'Índia durant el segle xix. Va ser Sir Ronald Ross, quan treballava a l'Hospital General de la Presidència a Calcuta qui demostrà finalment el 1898 que la malària es transmet pels mosquits. El 1881 hi havia uns 120.000 pacients de lepra. El govern central passà la Llei de Leprosos de 1898, que atorgava fons perquè els malalts fossin confinats a leproseries. La vacunació massiva contra la verola va fer que l'índex de mortaldat disminuís cap a finals del segle xix. El 1849, gairebé un 13% dels morts a Calcuta eren a causa de la verola. Entre 1868 i 1907, va haver-hi aproximadament 4,7 milions de morts a causa d'aquesta malaltia.
Sir Robert Grant dirigí la seva atenció cap a l'establiment d'una institució sistemàtica a Bombay per impartir coneixement mèdic als nadius. El 1860, el Grant Medical College esdevingué una de les 4 universitats de medecina.

## Resum dels successos destacats
| Virrei            | Període de mandat                             | Fets |
| ----------------- | --------------------------------------------- | --- |
| Charles Canning   | 1 de novembre de 1858–21 de març de 1862      | Reorganització de 1858 de l'Exèrcit Britànic de l'Índia (conegut simplement com Exèrcit Indi) 1860: S'inicia la construcció de les universitats de Bombai, Madras i Calcuta S'aprova el Codi Penal Indi (1860) Fam al Doab Superior 1860–61 Llei dels Consells Indis de 1861 Establiment del Servei Arqueològic de l'Índia (1861) James Wilson, membre financer del Consell de l'Índia, reorganitza les duanes, imposa els impostos d'importació i crea el paper moneda Creació del Servei Indi de Policia. |
| Lord Elgin        | 21 de març de 1862–20 de novembre de 1863     | Mor prematurament a Dharamsala |
| Sir John Lawrence | 12 de gener de 1864–12 de gener de 1869       | Guerra Anglo-Bhutanesa Duar (1864–1865) Fam d'Orissa de 1866 Fam de Rajputana de 1869 Creació del departament d'irrigació Creació del Servei Forestal Imperial (1867) |
| Lord Mayo         | 12 de gener de 1869–8 de febrer de 1872       | Creació del Departament d'Agricultura Gran expansió dels canals, ferrocarrils i carreteres Llei dels Consells Indis de 1870 Assassinat de Lord Mayo a Andamans. |
| Lord Northbrook   | 3 de maig de 1872–12 d'abril de 1876          | S'evita una mortaldat durant Fam de Bihar de 1873-74 mitjançant la importació d'arròs birmà Gaikwad de Baroa destronat pel desgovern; els dominis passen a un nen Llei dels Consells Indis de 1874 Visita del Príncep de Gal·les, el futur Eduard VII el 1875–76. |
| Lord Lytton       | 12 d'abril de 1876–8 de juny de 1880          | La Reina Victòria és proclamada Emperadriu de l'Índia al Delhi Durbar de 1877 Gran Fam de 1876-78: 5,25 milions de morts Creació de la Comissió de la Fam de 1878–80 sota la presidència de Sir Richard Strachey Llei Forestal Índia de 1878 Segona Guerra Angloafganesa |
| Lord Ripon        | 8 de juny de 1880–13 de desembre de 1884      | Final de la Segona Guerra Angloafganesa Repetició amb la Llei de Premsa Vernacla de 1878. Compromís amb la Llei Ilbet Les Actes de Govern Local estenen l'auto-govern de les ciutats al país Es crea a Lahore la Universitat del Punjab el 1882 Codi de Fam promulgat el 1883 pel Govern de l'Índia Creació de la Comissió de l'Educació. Creació d'escoles indígenes, especialment per als musulmans Rebuig de les taxes d'importació sobre cotó i d'altres productes. Extensió ferroviària |
| Lord Dufferin     | 13 de desembre de 1884–10 de desembre de 1888 | Llei de la Tenència del Passatge de Bengala Tercera Guerra Anglo-Birmana Comissió conjunta russo-britànica per la frontera de l'Afganistan Atacs russos sobre els afganesos a Panjdeh (1885) El Gran Joc Comissió d'informes dels Serveis Públics de 1886-87; creació del Servei Civil Imperial (després Servei Central Indi Creació de la Universitat d'Allahabad el 1887 Jubileu de la Reina Victòria (1887) |
| Lord Lansdowne    | 10 de desembre de 1888–11 d'octubre de 1894   | Reforçament de la frontera Nord-oest El Parlament Britànic aprova la Llei dels Consells Indis de 1892, obrint el Consell Legislatiu Imperial als Indis Revolució a Manipur i posterior canvi de governant El Gran Joc arriba al seu cim. Establiment de la Línia Durand entre l'Índia britànica i Afganistan Comencen els treballs d'irrigació, carreteres i ferrocarrils a Birmània. Les fronteres entre Birmània i Siam finalitzen el 1893. Caiguda de la rúpia, de resultes de la depreciació de la moneda de plata a tot el món (1873-93) Llei de les Presons Índies de 1894 |
| Lord Elgin        | 11 d'octubre de 1894–6 de gener de 1899       | Reorganització de l'Exèrcit Britànic Indi (del sistema de Presidència als 4 Comandaments) Campanya de Chitral (1895) Campanya de Tirah (1896-97) La Fam a l'Índia de 1896-97 s'inicia a Bundelkhand La pesta bubònica s'estén a Bombai (1896) i Calcuta (1898); revoltes a causa de les mesures de prevenció de la plaga Establiment dels Consells Legislatius Provincials a Birmània i al Punjab |
| Lord Curzon       | 6 de gener de 1899–18 de novembre de 1905     | Creació de la Província Fronterera del Nord-oest (1901) Fam a l'Índia de 1899-1900 Rebrot de la pesta bubònica, amb un milió de morts Llei de Reforma financera de 1899; es crea el Fons de Reserva d'Or per l'Índia Llei d'Alineació de la terra del Punjab Inauguració del Departament d'Indústria i Comerç Mort de la Reina Victòria (1901); Dedicació del Victora Memorial Hall a Calcuta com a galeria nacional d'antiguitats, art i història índia Coronació Durbar a Delhi (1903); Eduard VII és proclamat Emperador de l'Índia (en absència) Expedició britànica al Tibet de Francis Younghusband (1903-04) Les Províncies del Nord-oest i Oudh són redenominades Províncies Unides el 1904 Llei de reorganització de les Universitats Índies (1904) Sistematització de la preservació i restauració dels monuments del Servei Arqueològic de l'Índia mitjançant la Llei de Preservació de Monuments Antics Indis Inauguració del banc agrícola amb la Llei de Societats Cooperatives de Crèdit de 1904 Partició de Bengala (1905) |
| Lord Minto        | 18 de novembre de 1905–23 de novembre de 1910 | Creació de la Cartera de Ferrocarrils Convenció anglorusa de 1907 Llei del Govern de l'Índia de 1909 (reformes Minto-Morley Nomenament de la Comissió de Fàbriques Índies de 1909 Establiment del Departament d'Educació (1910) |
| Lord Hardinge     | 23 de novembre de 1910–4 d'abril de 1916      | Visita del Rei Jordi V i de la Reina Maria el 1911: commemoració com a Emperador i Emperadriu de l'Índia i darrer Delhi Durbar El Rei Jordi V anuncia la creació de la nova ciutat de Nova Delhi per reemplaçar Calcuta com a capital de l'Índia Llei dels Alts Tribunals Indis de 1911 Llei de les Fàbriques Índies de 1911 Construcció de Nova Delhi 1912-1929 I Guerra Mundial, l'Exèrcit Britànic de l'Índia participa al Front Occidental; Àfrica Oriental Alemanya (Batalla de Tanga); Campanya de Mesopotàmia (Batalla de Ctesifont (1915); Setge de Kut, 1915-16); Batalla de Gal·lípoli (1915) Aprovació de la Llei de Defensa de l'Índia 1915 |
| Lord Chelmsford   | 4 d'abril de 1916–2 d'abril de 1921           | Exèrcit de l'Índia a: Campanya de Mesopotàmia (Caiguda de Baghdad, 1917); Campanya del Sinaí I Palestina (Batalla de Megiddo, 1918) Aprovació de la Llei Rowlatt, 1919 Llei del Govern de l'Índia de 1919 (Reformes Montagu-Chelmsford) Establiment de la Universitat de Rangoon el 1920. |
| Lord Reading      | 2 d'abril de 1921–3 d'abril de 1926           | Establiment de la Universitat de Delhi el 1922 Llei de Compensació dels Treballadors Indis de 1923 |
| Lord Irwin        | 3 d'abril de 1926–18 d'abril de 1931          | Llei dels Sindicats Indis de 1926; Llei Forestal de l'Índia de 1927 Nomenament de la Comissió Reial del Treball Indi 1929; Constitució de la Taula Rodona de Conferències de Londres 1930-32, Pacte Gandhi-Irwin de 1931 |
| Lord Willingdon   | 18 d'abril de 1931–18 d'abril de 1936         | Inauguració de Nova Delhi com a capital de l'Índia 1931 Llei de Compensació dels Treballadors Indis de 1933 Llei de les Fàbriques Índies de 1934 Creació de la Reial Força Aèria Índia (1932) Creació de l'Acadèmia Militar Índia el 1932 Llei del Govern de l'Índia de 1935 Creació del Banc de Reserva de l'Índia |
| Lord Linlithgow   | 18 d'abril de 1936–1 d'octubre de 1943        | Llei del Pagament de Salaris de 1936 Birmània és administrada independentment des de 1937 amb la creació de la Secretaria d'Estat per l'Índia i Birmània Eleccions provincials de 1937 Missió de Cripp a l'Índia 1942 II Guerra Mundial - L'Exèrcit de l'Índia participa al Teatre d'Operacions de l'Orient Mitjà de la Segona Guerra Mundial: Campanya d'Àfrica Oriental, Guerra Angloiraquiana, Campanya de Síria i Líban Invasió Anglo-soviètica de l'Iran de 1941 Campanya del nord d'Àfrica (Operació Compàs, Primera Batalla d'El Alamein, Segona Batalla d'El Alamein) Guerra del Pacífic: batalles de Hong Kong, Malàisia i Singapur La Campanya de Birmània s'inicia el 1942 |
| Lord Wavell       | 1 d'octubre de 1943–21 de febrer de 1947      | L'Exèrcit de l'Índia arriba a 2,5 milions d'homes, el major exèrcit totalment voluntari de la història Campanya de Birmània: batalles de Kohima i d'Imphal, Fam de Bengala de 1943 Campanya d'Itàlia (Batalla de Monte Cassino El Partit Laborista guanya les eleccions britàniques de 1945 amb Clement Attlee com a Primer Ministre Missió del Govern a l'Índia 1946 Eleccions índies de 1946. |
| Lord Mountbatten  | 21 de febrer de 1947–15 d'agost de 1947       | Llei d'Independència de l'Índia de 1947 del Parlament Britànic, proclamada el 18 de juliol de 1947 Premi Radcliffe, d'agost de 1947 Partició de l'Índia l'Oficina Índia passa a ser l'Oficina de Birmània; i el Secretari d'Estat per l'Índia i Birmània passa a ser el Secretari d'Estat per Birmània. |